# Transeius
Transeius är ett släkte av spindeldjur. Transeius ingår i familjen Phytoseiidae.

## Dottertaxa tillTranseius, i alfabetisk ordning[1]
- Transeius ablusus
- Transeius aciculus
- Transeius avetianae
- Transeius bangalorensis
- Transeius begljarovi
- Transeius bellottii
- Transeius caspiansis
- Transeius chorites
- Transeius cotoensis
- Transeius cristobalensis
- Transeius dolium
- Transeius echium
- Transeius eucalypterus
- Transeius fragilis
- Transeius fulvus
- Transeius herbarius
- Transeius infundibulatus
- Transeius jailensis
- Transeius jilinensis
- Transeius katumaniensis
- Transeius lisei
- Transeius macrospermathecus
- Transeius malovi
- Transeius montdorensis
- Transeius morii
- Transeius mountus
- Transeius msabahaensis
- Transeius muricatus
- Transeius namurensis
- Transeius newelli
- Transeius oocarpus
- Transeius patellae
- Transeius proximus
- Transeius quichua
- Transeius rufus
- Transeius sanblasensis
- Transeius soniae
- Transeius sosninae
- Transeius submagnus
- Transeius tenuis
- Transeius tetranychivorus
- Transeius tuvinensis
- Transeius ventriconstrictus
- Transeius violini
- Transeius volgini
- Transeius vorasensis